# Coppelia : La Poupée animée
 (juillet 2025).
Pour plus de détails, voir Fiche technique et Distribution.
Coppelia : La Poupée animée est un film de Georges Méliès sorti en 1900 au début du cinéma muet. C'est un court-métrage d'environ deux minutes.

## Synopsis
Un jeune homme tombe amoureux d'une femme, mais découvre par la suite qu'elle s'avère être un automate.

## Origine
Coppelia fait référence au ballet éponyme, lui-même inspiré de la nouvelle L'Homme au sable de Ernst Theodor Amadeus Hoffmann.